# 外山玉風
外山 玉風（とやま ぎょくふう、本名：外山文夫、1947年 - ）は日本の尺八演奏家及び尺八製管者。横山勝也から「怪物」と呼ばれ、現代日本の最高の演奏者の一人と目されている。名人位受賞の際には、「古典の良さと民謡の良さを融合させ、尺八の奥深さを追求する技法は大きく伸びやか、そして力強く繊細な響きは聞く人を魅了し、他の追随を許さない。その卓越した至芸に名人位を送り称えます。」と称賛された。

## プロフィール
- 1947年2月：山形県東置賜郡高畠町に、8人兄妹の6番目として生まれる。最上川上流の米沢盆地の自然豊かな環境で育った。
- 1965年（18歳）：地元の小、中学校を経て、山形県立米沢工業高等学校（機械科）を卒業
- 1966年（19歳）：民間の会社を経て、日本国有鉄道（現JR東日本）に入社。勤めの傍ら、民謡に興味を抱き、近所のお年寄りから習い始める。
- 1968年（21歳）：民謡、民謡尺八を大久保声風に師事
- 1972年（25歳）：まさみ夫人と結婚（1男1女をもうける）
- 1973年（26歳）：地歌、筝曲の大家、広門伶風に師事
- 1976年（29歳）：この年より数年間は、細川たかし他の伴奏で各地を巡演
- 1982年（35歳）：第1回民友会開催（以後毎月欠かさず開催し、2017年2月現在、422回を記録）
- 1987年（40歳）：古典本曲を名人横山勝也に師事。日本国有鉄道を退社し、プロとしての道に入る。
- 1991年（44歳）：NHK邦楽オーディションに古典本曲「三谷 （さんや）」で合格。初の尺八リサイタル開催、これ以後現在まで15回のリサイタルを開催（2015年5月に最後のリサイタル開催）
- 1994年（47歳）：国際尺八フェスティバルに参加好評を博す。特に、際立って大きな音を出す奏法に、外国人演奏家からも高い評価を得た。
- 2003年（56歳）：日本郷土民謡協会（現一般財団法人）認定名誉 教授に推薦認定
- 2005年（58歳）：日本郷土民謡協会（現一般財団法人）功労賞受賞
- 2015年（68歳）：日本郷土民謡協会　多摩地区連合会事務局長就任
- 2017年（70歳）：日本郷土民謡協会（現一般財団法人）技能賞受賞
- 2017年（70歳）：日本郷土民謡協会　多摩地区連合会会長就任
- 2021年（74歳）：日本郷土民謡協会　評議員就任
- 2024年（77歳）：日本郷土民謡協会（現一般財団法人）名人位受賞
- 2024年（77歳）現在：日本郷土民謡協会の専属伴奏者として貢献しながら、民謡と尺八道（民謡、童謡、歌謡曲、筝曲、古典本曲）の普及に勤しむ毎日を送っている。

## 活動
- 外山会を主宰し、八王子を中心に5か所の稽古場にて、ほぼ毎日、民謡、尺八等の稽古を行っている。
- 1982年2月から「民友会」（民謡愛好者友の会）を毎月開催してきた。
- 各種の民謡のコンクール、大会で、伴奏者として活躍している。
- 要請に応じて、時折、地元の小学校で、尺八の授業を行っている。

## その他
市販の尺八の音程は不正確のものが多いと感じ、独学で製管方法を学び、竹の伐採から製管まですべて自身で行い、多くの作品を製作している。